# تعداد الولايات المتحدة 1920
تعداد الولايات المتحدة 1920 كان التعداد الرابع عشر للسكان يجرى في الولايات المتحدة. تم إجراء التعداد في 5 يناير 1920. تم تقدير العدد الكلي للسكان بحوالي 106,021,537 بزيادة 15.0% عن التعداد السابق في عام 1910.

## وصلات خارجية
- بيانات تاريخية لتعداد سكان الولايات المتحدة